# (257) Silesia
(257) Silesia est un astéroïde de la ceinture principale découvert par Johann Palisa le 5 avril 1886. Il fuit nommé après la région historique Silésie en Europe centrale.